# 다카라즈카 가극단 1기생
다카라즈카 가극단 1기생은 한큐전철의 설립자인 코바야시 이치조가 1913년 7월에 결성한 다카라즈카 창가대가 전신이다.
초무대의 공연 연목은, 타카미네 타에코, 쿠모이 나미코, 토야마 사키코, 오지마 츠야코, 야소시마 카지코, 유라 미치코, 세키모리 스마코 등이 1914年, 제1회 기념 공연 『돈부라코』로, 와카나 키미코가 1915년 춘계공연 『히나마츠리』이다. 

## 개요
이 시기의 『돈부라코』에서 모모타로 역을 맡은 사람은 타카미네 타에코, 원숭이 역할은 쿠모이 나미코였다.

## 일람
| 예명            | 생일      | 출신지            | 출신 학교                  | 예명의 유래 | 애칭 | 역할 | 퇴단년도 | 비고 |
| --------------- | --------- | ----------------- | -------------------------- | ----------- | ---- | ---- | -------- | --- |
| 秋田衣子        |           |                   |                            | 백인일수    |      |      | 불명     | 언니 타키가와 스에코 동생 나츠쿠사 아키코                                                                          |
| 아키타 키누코   |           |                   |                            | 백인일수    |      |      | 불명     | 언니 타키가와 스에코 동생 나츠쿠사 아키코                                                                          |
| 大江文子        | 2월 20일  | 오사카부 오사카시 |                            | 백인일수    |      | 둘다 | 1921년   | |
| 오오에 후미코   | 2월 20일  | 오사카부 오사카시 |                            | 백인일수    |      | 둘다 | 1921년   | |
| 逢坂關子        | 8월 2일   | 오사카부          |                            | 백인일수    |      | 여역 | 1929년   | |
| 오오사카 세키코 | 8월 2일   | 오사카부          |                            | 백인일수    |      | 여역 | 1929년   | |
| 小倉みゆき      | 20월 20일 | 카고시마현        |                            | 백인일수    |      | 남역 | 1919년   | |
| 오구라 미유키   | 20월 20일 | 카고시마현        |                            | 백인일수    |      | 남역 | 1919년   | |
| 雄嶋艶子        |           |                   |                            | 백인일수    |      |      | 불명     | |
| 오지마 츠야코   |           |                   |                            | 백인일수    |      |      | 불명     | |
| 雲井浪子        | 7월 23일  | 효고현 스모토시   | 미나토야마진죠・고등소학교 | 백인일수    |      | 여역 | 1919년   | 언니 야소시마 카지코(1) 동생 오지마 나호코(16) 남편 츠보우치 시코오 딸 배우 츠보우치 미키코 처삼촌 츠보우치 쇼오요 |
| 쿠모이 나미코   | 7월 23일  | 효고현 스모토시   | 미나토야마진죠・고등소학교 | 백인일수    |      | 여역 | 1919년   | 언니 야소시마 카지코(1) 동생 오지마 나호코(16) 남편 츠보우치 시코오 딸 배우 츠보우치 미키코 처삼촌 츠보우치 쇼오요 |
| 關守須磨子      |           |                   |                            | 백인일수    |      |      | 불명     | |
| 세키모리 스마코 |           |                   |                            | 백인일수    |      |      | 불명     | |
| 高峰妙子        | 5월 6일   | 후쿠이현          |                            | 백인일수    | 앗상 | 남역 | 1927년   | 동생 오오야마 이쿠코 (11) 남역 스타 제 1호                                                                         |
| 타카미네 타에코 | 5월 6일   | 후쿠이현          |                            | 백인일수    | 앗상 | 남역 | 1927년   | 동생 오오야마 이쿠코 (11) 남역 스타 제 1호                                                                         |
| 筑波峯子        | 4월 7일   | 오카야마현        |                            | 백인일수    |      |      | 1927년   | |
| 츠쿠바 미네코   | 4월 7일   | 오카야마현        |                            | 백인일수    |      |      | 1927년   | |
| 外山咲子        |           |                   |                            | 백인일수    |      |      | 불명     | |
| 토야마 사키코   |           |                   |                            | 백인일수    |      |      | 불명     | |
| 松浦もしほ      |           |                   |                            | 백인일수    |      |      | 불명     | |
| 마츠우라 모시호 |           |                   |                            | 백인일수    |      |      | 불명     | |
| 三室錦子        |           |                   |                            | 백인일수    |      |      | 1917년   | |
| 미무로 신코     |           |                   |                            | 백인일수    |      |      | 1917년   | |
| 三好小夜子      | 9월 23일  | 오사카부          |                            | 백인일수    |      | 남역 | 1920년   | |
| 미요시 사요코   | 9월 23일  | 오사카부          |                            | 백인일수    |      | 남역 | 1920년   | |
| 八十島揖子      |           |                   |                            | 백인일수    |      |      | 1917년   | 동생 쿠모이 나미코 (1) 동생 오지마 나호코(16)                                                                      |
| 야소시마 카지코 |           |                   |                            | 백인일수    |      |      | 1917년   | 동생 쿠모이 나미코 (1) 동생 오지마 나호코(16)                                                                      |
| 由良道子        | 10월 14일 | 오사카부          |                            | 백인일수    |      | 남역 | 1918년   | 재단 중에 사망 |
| 유라 미치코     | 10월 14일 | 오사카부          |                            | 백인일수    |      | 남역 | 1918년   | 재단 중에 사망 |
| 若菜君子        |           |                   |                            | 백인일수    |      |      | 불명     | |
| 와카나 키미코   |           |                   |                            | 백인일수    |      |      | 불명     | |